# Banca Agricola Popolare di Ragusa
Banca Agricola Popolare di Ragusa (Bapr) é uma sociedade cooperativa italiana de responsabilidade limitada fundada em 1889, com sede em Ragusa e filiais que operam nas áreas de Ragusa, Siracusa, Catânia, Messina, Enna, Palermo e Milão.

## História
O banco foi fundado em 10 de março de 1889 como Banca Popolare Cooperativa di Ragusa (que foi incorporado ao atual instituto, fundado em 1902), quando um grupo de ragusanos composto por Luigi Cartia, Giorgio Morana Gulino, Giovanni Lupis, Corrado Schifitto, Gaetano Nicita, Vincenzo Cannì, Filipponeri Criscione e Carmelo Scribano assinou a escritura de fundação. Os primeiros accionistas realizaram a integralização de capital e no final do ano eram cerca de 60 para subscrever acções, num total de 56.000 liras. A empresa nasceu na esteira de uma intensa atividade económica, agrícola e empresarial, presente na província de Ragusa. Em particular, a partir da década de noventa, o banco segue uma política de expansão, conquistando a liderança no campo regional, promovendo, em sinergia, a economia local.
A Banca Agricola Popolare di Ragusa é uma instituição de crédito sempre considerada sólida e eficiente no cenário bancário de Itália. Em 2020, 85 agências estarão presentes na região da Sicília e 86 no total nacional com a filial de Milão.
Em 2019, o Banco da Itália deu permissão à Banca Agricola para recomprar ações próprias até 2% do capital primário.

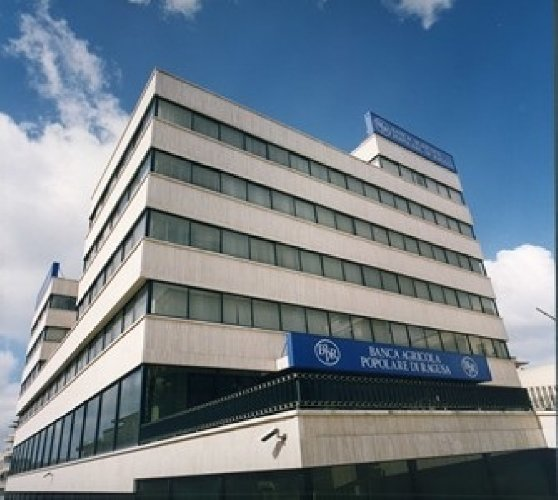
A sede da Bapr em Ragusa no viale Europa 65.

A empresa-mãe Banca Agricola Popolare di Ragusa também controla uma empresa imobiliária com sede em Ragusa e uma corretora de valores com sede em Milão.

## Dados econômicos
No final de 2016, o banco tinha um ativos totais de € 4.513.158.000. O valor do CET 1 (poder financeiro) da Banca Agricola Popolare di Ragusa, aumentando ainda mais a 31 de dezembro de 2015, foi igual a 24,31% e confirma-se como um dos bancos mais sólidos não só de Itália mas também da Europa. Em 2017, os depósitos do banco ascenderam a € 5,5 bilhões (-1,12%) com um lucro de mais de 11 milhões. O CET 1 foi igual a 24,70%.

## Participações acionárias
- Arca Fondi (0,320%)[8]

## Prêmios
- "Criadores de valor" (Milano Finanza Global Awards 2018)[9]
- "Melhor banco para requisitos de capital" (Milano Finanza Global Awards 2019)[10]
- "Melhor banco na região da Sicília" (Milano Finanza Global Awards 2019)[10]